# Onomatopoie
Onomatopoie (též onomatopoion, plurál onomatopoia) je zvukomalebné slovo, tj. slovo foneticky napodobující přirozené zvuky, např. „brrr“, „klap“, „bác“. Máchův Máj obsahuje mnoho zvukomalebných veršů, např. …nocí řinčí řetězů hřmot…, kde atmosféru umocňuje hláska ř.

## Etymologie
Z řečtiny: όνομα (onoma, jméno či název) a ποιέω (poieō, vytvářet).

## Příklad: štěkání psa
- angličtina, woof woof, arf arf
- arabština, haw haw (هو هو)
- bengálština, ঘেউ ঘেউ gheu gheu, ভেউ ভেউ bheu bheu, ভউ ভউ bhou bhou
- bulharština, bow bow
- čeština, haf haf
- čínština, wōu-wōu, wāng wāng (汪汪)
- dánština, vuf vuf, vov vov, bjæf bjæf
- estonština, auh auh
- francouzština, ouaf ouaf
- finština, hau hau
- němčina, wau wau
- řečtina, gav gav (γαβ γαβ)
- italština, bau bau
- japonština, wan wan (わんわん)
- katalánština, bup bup
- korejština, meong meong (멍멍)
- litevština, au au
- maďarština, vau vau
- nizozemština, waf waf, woef woef
- polština, hau hau
- rumunština, ham ham
- ruština, gaf gaf (гав-гав)
- španělština, guau guau
- švédština, vov vov, voff voff
- turečtina, hav hav
- vietnamština, gâu gâu
- filipínština, kaw kaw
- tamilština, vovw-vovw
- portugalština, au-au
- hebrejština, haw haw, hav hav (האו האו, הב הב)
- telugština, bau bau